# No Protection (Massive Attack)
No Protection è un album di remix del secondo album dei Massive Attack Protection.

## Descrizione
L'intero album è stato remixato dal DJ inglese Mad Professor.

## Tracce
1. Radiation Ruling the Nation (basata su Protection) – 8:35
2. Bumper Ball Dub (basata su Karmacoma) – 5:59
3. Trinity Dub (basata su Three) – 4:22
4. Cool Monsoon (basata su Weather Storm) – 7:10
5. Eternal Feedback (basata su Sly) – 6:26
6. Moving Dub (basata su Better Things) – 5:57
7. I Spy (basata su Spying Glass) – 5:07
8. Backward Sucking (basata su Heat Miser) – 6:17